# Morti nel 1813
| Questa pagina contiene informazioni ricavate automaticamente dalle voci biografiche con l'ausilio del template Bio e di un bot. L'aggiornamento è periodico e automatico e ricostruisce completamente la pagina. Se manca una persona in questa lista, sei pregato di non aggiungerla, ma accertati piuttosto che la sua voce biografica contenga il template Bio e che i dati anagrafici siano correttamente compilati. Se il template Bio manca, inseriscilo tu stesso o, in alternativa, metti l'avviso {{tmp\|Bio}} che ne segnala la mancanza. Se i dati riportati sono sbagliati, correggi direttamente la voce biografica; le modifiche saranno visibili in questa lista entro pochi giorni. Per chiarimenti vedi il progetto biografie. La lista contiene solo le 167 persone che sono citate nell'enciclopedia e per le quali è stato implementato correttamente il template Bio. Pagina aggiornata al 10 mag 2025. |

## Gennaio(14)
- 5 gennaio - Karl von Zinzendorf, politico austriaco (n. 1739)
- 6 gennaio - Louis Baraguey d'Hilliers, generale francese (n. 1764)
- 6 gennaio - Bernardino Gentili il Giovane, ceramista italiano (n. 1727)
- 6 gennaio - John Tyler, politico statunitense (n. 1747)
- 11 gennaio - Giuseppe Aprile, compositore e cantante castrato italiano (n. 1732)
- 14 gennaio - William Marlow, pittore britannico (n. 1740)
- 15 gennaio - Anton Bernolák, presbitero e linguista slovacco (n. 1762)
- 16 gennaio - Jacob Anton Zallinger, filosofo, giurista e religioso austriaco (n. 1735)
- 20 gennaio - Christoph Martin Wieland, scrittore, poeta e editore tedesco (n. 1733)
- 21 gennaio - Smith Child, ammiraglio britannico (n. 1730)
- 21 gennaio - Vincenzo Angelo Orelli, pittore svizzero (n. 1751)
- 23 gennaio - Anton Maria Borromeo, bibliotecario italiano (n. 1724)
- 23 gennaio - George Clymer, politico statunitense (n. 1739)
- 28 gennaio - Sophie d'Houdetot, nobildonna francese (n. 1730)

## Febbraio(7)
- 3 febbraio - Juan Bautista Cabral, militare argentino (n. 1789)
- 3 febbraio - Bonaventura Corti, presbitero, scienziato e botanico italiano (n. 1729)
- 11 febbraio - Anders Gustaf Ekeberg, chimico svedese (n. 1767)
- 11 febbraio - George Nugent-Temple-Grenville, I marchese di Buckingham, giurista e politico britannico (n. 1753)
- 15 febbraio - Agostino Verani, pittore italiano (n. 1738)
- 19 febbraio - Louis-Fouquet de Vincens de Saint-Michel d'Agoult, nobile e militare francese (n. 1737)
- 26 febbraio - Robert R. Livingston, avvocato, politico e diplomatico statunitense (n. 1746)

## Marzo(12)
- 1º marzo - Grgo Ilijić, vescovo cattolico e scrittore bosniaco (n. 1736)
- 3 marzo - Ernst von Gemmingen-Hornberg, compositore e nobile tedesco (n. 1759)
- 6 marzo - Bonfiglio Guelfucci, politico, presbitero e scrittore italiano (n. 1721)
- 9 marzo - Louise Contat, attrice teatrale francese (n. 1760)
- 11 marzo - Jacques Pierre Abbatucci, generale italiano (n. 1723)
- 13 marzo - Georg Adolf Suckow, fisico, chimico e naturalista tedesco (n. 1751)
- 14 marzo - Michelangelo Cambiaso, doge e politico (n. 1738)
- 14 marzo - Christian Ehregott Weinlig, compositore e direttore di coro tedesco (n. 1743)
- 18 marzo - Maria Caterina Brignole Sale, principessa (n. 1737)
- 23 marzo - Augusta di Hannover, nobildonna britannica (n. 1737)
- 25 marzo - Maria Luigia Raggi, pittrice italiana (n. 1742)
- 29 marzo - Francesco Antonio Rusciani, militare italiano (n. 1771)

## Aprile(7)
- 6 aprile - Carlotta di Borbone-Parma, principessa italiana (n. 1777)
- 10 aprile - Joseph-Louis Lagrange, matematico e astronomo italiano (n. 1736)
- 12 aprile - Jean François Carteaux, generale e pittore francese (n. 1751)
- 16 aprile - Giulio Giuseppe Mozzi, matematico, politico e poeta italiano (n. 1730)
- 19 aprile - Benjamin Rush, politico statunitense (n. 1746)
- 27 aprile - Zebulon Pike, militare e esploratore statunitense (n. 1778)
- 28 aprile - Michail Illarionovič Kutuzov, generale russo (n. 1745)

## Maggio(14)
- 1º maggio - Henri Agasse, editore francese (n. 1752)
- 1º maggio - Jean Baptiste Bessières, generale francese (n. 1768)
- 2 maggio - Augusto Ferdinando di Prussia, principe e generale prussiano (n. 1730)
- 2 maggio - Jacques Delille, poeta e traduttore francese (n. 1738)
- 2 maggio - Antonio Despuig y Dameto, cardinale spagnolo (n. 1745)
- 8 maggio - Johann Prokop von Schaffgotsch, arcivescovo cattolico boemo (n. 1748)
- 10 maggio - Johann Karl Wilhelm Illiger, biologo e zoologo tedesco (n. 1775)
- 10 maggio - Louis de Ligne, militare belga (n. 1766)
- 16 maggio - Maria Anna Francesca del Portogallo, principessa portoghese (n. 1736)
- 23 maggio - Géraud Duroc, militare francese (n. 1772)
- 25 maggio - Alfonso Muzzarelli, teologo e gesuita italiano (n. 1749)
- 28 maggio - Antonia del Liechtenstein, principessa austriaca (n. 1749)
- 30 maggio - Jean-Baptiste Frédéric Desmarais, pittore francese (n. 1756)
- 31 maggio - Henrietta Thynne, nobildonna inglese (n. 1762)

## Giugno(12)
- 1º giugno - Girolamo Saladini, matematico italiano (n. 1735)
- 3 giugno - Wilhelm Gottlieb Becker, storico dell'arte, numismatico e scrittore tedesco (n. 1753)
- 6 giugno - Alexandre-Théodore Brongniart, architetto francese (n. 1739)
- 10 giugno - Ramón Power y Giralt, politico e militare portoricano (n. 1775)
- 13 giugno - Jean-Ignace Jacqueminot, giurista e politico francese (n. 1754)
- 16 giugno - Joseph Richter, scrittore e poeta austriaco (n. 1749)
- 17 giugno - Charles Middleton, I barone Barham, ammiraglio britannico (n. 1726)
- 19 giugno - Giacinto Ugo Timoleone di Cossé-Brissac, militare francese (n. 1746)
- 20 giugno - Joseph Chinard, scultore francese (n. 1756)
- 22 giugno - Anton Graff, pittore svizzero (n. 1736)
- 24 giugno - Luigi Mozzi, presbitero e gesuita italiano (n. 1746)
- 28 giugno - Gerhard von Scharnhorst, generale prussiano (n. 1755)

## Luglio(8)
- 2 luglio - Aleksej Grigor'evič Bobrinskij, conte (n. 1762)
- 2 luglio - Fanny di Beauharnais, nobildonna, scrittrice e poetessa francese (n. 1737)
- 6 luglio - Granville Sharp, attivista inglese (n. 1735)
- 9 luglio - Nicola Manfroce, compositore italiano (n. 1791)
- 11 luglio - Charlotte Fermor, nobildonna inglese (n. 1725)
- 22 luglio - George Shaw, botanico e zoologo inglese (n. 1751)
- 23 luglio - Léger-Félicité Sonthonax, politico francese (n. 1763)
- 29 luglio - Jean-Andoche Junot, generale e nobile francese (n. 1771)

## Agosto(13)
- 3 agosto - Benito Pérez Brito, ufficiale spagnolo (n. 1747)
- 10 agosto - Francisco Antonio García Carrasco, militare spagnolo (n. 1742)
- 12 agosto - Samuel Osgood, politico statunitense (n. 1748)
- 15 agosto - Aleksej Petrovič Melissino, generale e nobile russo (n. 1759)
- 19 agosto - Tommaso Nani, giurista italiano (n. 1757)
- 19 agosto - Johann Carl Friedrich Rellstab, compositore, critico musicale e editore musicale tedesco (n. 1759)
- 20 agosto - Josiah Harmar, generale statunitense (n. 1753)
- 20 agosto - Jan Křtitel Vaňhal, compositore ceco (n. 1739)
- 21 agosto - Sofia Maddalena di Danimarca, danese (n. 1746)
- 23 agosto - Ivan Nikolaevič Ėssen, generale russo (n. 1759)
- 23 agosto - Alexander Wilson, ornitologo statunitense (n. 1766)
- 26 agosto - Theodor Körner, poeta e patriota tedesco (n. 1791)
- 27 agosto - Alberico Barbiano di Belgiojoso, nobile, scrittore e militare italiano (n. 1725)

## Settembre(16)
- 2 settembre - Ignacio Elizondo, generale spagnolo (n. 1766)
- 2 settembre - Jean Victor Marie Moreau, generale francese (n. 1763)
- 4 settembre - Jean-François Thomas de Thomon, architetto francese (n. 1760)
- 4 settembre - James Wyatt, architetto britannico (n. 1746)
- 7 settembre - Andrei Grigoryevich Rosenberg, militare russo (n. 1739)
- 7 settembre - Giuseppe Beccadelli di Bologna, diplomatico e politico italiano (n. 1726)
- 9 settembre - Giorgio I di Waldeck e Pyrmont, sovrano tedesco (n. 1747)
- 11 settembre - Johann Rudolf Meyer, imprenditore svizzero (n. 1739)
- 12 settembre - Edmund Randolph, politico statunitense (n. 1753)
- 17 settembre - Ulrica Sofia di Meclemburgo-Schwerin, duchessa (n. 1723)
- 18 settembre - Raimondo Moncada, nobile e vescovo cattolico italiano (n. 1736)
- 22 settembre - Rose Bertin, stilista francese (n. 1747)
- 23 settembre - Nicola Buschi, arcivescovo cattolico italiano (n. 1732)
- 23 settembre - Domenico Antonio Carella, pittore italiano (n. 1721)
- 24 settembre - André Grétry, compositore belga (n. 1741)
- 30 settembre - Jean-Baptiste Cacault, generale francese (n. 1769)

## Ottobre(12)
- 4 ottobre - Ivan Egorovič Ševič, generale russo (n. 1754)
- 5 ottobre - Eleonore Prochaska, militare prussiana (n. 1785)
- 5 ottobre - Tecumseh, politico nativo americano
- 7 ottobre - Peter Jacob Hjelm, chimico svedese (n. 1746)
- 11 ottobre - Robert Kerr, saggista e traduttore scozzese (n. 1755)
- 13 ottobre - Angelo Gottarelli, pittore italiano (n. 1740)
- 18 ottobre - Marie-Joseph Donatien de Vimeur de Rochambeau, generale francese (n. 1755)
- 19 ottobre - Józef Antoni Poniatowski, generale polacco (n. 1763)
- 22 ottobre - Charles Scott, generale e politico statunitense (n. 1739)
- 23 ottobre - Corrado Maria Deodato Moncada, vescovo cattolico italiano (n. 1736)
- 25 ottobre - Marianna Bondini Barilli, soprano italiano (n. 1780)
- 30 ottobre - Antoine Guillaume Delmas, generale francese (n. 1768)

## Novembre(15)
- 3 novembre - Michele Araldi, medico e matematico italiano (n. 1740)
- 7 novembre - Giovan Battista Corniani, commediografo, saggista e critico letterario italiano (n. 1742)
- 9 novembre - Charles Dillon, XII visconte Dillon, politico irlandese (n. 1745)
- 12 novembre - J. Hector St. John de Crèvecœur, scrittore francese (n. 1735)
- 14 novembre - Jean-Pierre Houël, incisore, pittore e architetto francese (n. 1735)
- 14 novembre - Antonio de Capmany y de Montpalau, filosofo, economista e storico spagnolo (n. 1742)
- 17 novembre - William Franklin, militare e politico britannico (n. 1730)
- 17 novembre - Louis Marie Narbonne Lara, generale e diplomatico francese (n. 1755)
- 19 novembre - Johann Ludwig Christ, naturalista e entomologo tedesco (n. 1739)
- 19 novembre - Raimondo Congiu, poeta italiano (n. 1762)
- 20 novembre - Atanasio V Matar, patriarca cattolico siriano
- 22 novembre - Johann Christian Reil, psichiatra, anatomista e fisiologo tedesco (n. 1759)
- 29 novembre - Jean Balthasar Tricklir, violoncellista e compositore francese (n. 1750)
- 30 novembre - Giambattista Bodoni, incisore e tipografo italiano (n. 1740)
- 30 novembre - Honoré Riouffe, politico francese (n. 1764)

## Dicembre(16)
- 1º dicembre - Ferdinando Bertoni, compositore italiano (n. 1725)
- 4 dicembre - Luigi Lamberti, poeta, scrittore e traduttore italiano (n. 1759)
- 5 dicembre - Carlo Denina, presbitero e storico italiano (n. 1731)
- 8 dicembre - Gaetano Callido, organaro italiano (n. 1727)
- 8 dicembre - Johann Philipp Achilles Leisler, naturalista tedesco (n. 1771)
- 10 dicembre - André Jeanbon Saint André, politico e rivoluzionario francese (n. 1749)
- 12 dicembre - Heinrich Grenser, tedesco (n. 1764)
- 13 dicembre - Raffaele Mormile, arcivescovo cattolico italiano (n. 1744)
- 14 dicembre - Antonio Foschini, architetto italiano (n. 1741)
- 14 dicembre - Bartolomeo Ruspini, medico italiano (n. 1728)
- 17 dicembre - Antoine Parmentier, farmacista, agronomo e igienista francese (n. 1737)
- 18 dicembre - Benjamin Stoddert, politico statunitense (n. 1751)
- 19 dicembre - David Hartley il giovane, politico e inventore inglese (n. 1732)
- 23 dicembre - Vittorio Filippo Melano, arcivescovo cattolico e predicatore italiano (n. 1733)
- 24 dicembre - Go-Sakuramachi, imperatrice giapponese (n. 1740)
- 30 dicembre - Leopoldo Marco Antonio Caldani, fisiologo e anatomista italiano (n. 1725)

## Senza giorno specificato(21)
- Íñigo Abbad y Lasierra, storico spagnolo (n. 1745)
- Carlo Albacini, scultore e restauratore italiano (n. 1734)
- Alexander Annesley, avvocato e scrittore britannico
- Johann Wilhelm Archenholz, scrittore prussiano (n. 1741)
- William George Browne, esploratore inglese (n. 1768)
- Elizaveta Petrovna Buturlina, nobildonna russa (n. 1762)
- Feng Keshan, rivoluzionario cinese (n. 1776)
- Pierre Gouthière, disegnatore e orafo francese (n. 1732)
- Johann Georg Albrecht Höpfner, farmacista e giornalista svizzero (n. 1759)
- Alessandro Longhi, pittore e incisore italiano (n. 1733)
- Antonio de Olaguer y Feliú, militare e politico spagnolo (n. 1742)
- Vincenzo Panormo, liutaio italiano (n. 1734)
- Gaspare Paoletti, architetto e scultore italiano (n. 1727)
- Filippo Quattrocchi, scultore italiano (n. 1738)
- Deifebo Romagnoli, compositore italiano (n. 1765)
- Pascual Ruiz Huidobro, militare spagnolo (n. 1752)
- Sadeq Khan Azal-dinlu Qajar, militare persiano
- Johann Georg Schütz, pittore, incisore e disegnatore tedesco (n. 1755)
- Aleksandr Semënovič Vasil'čikov, nobile russo (n. 1744)
- James Wood, politico e militare statunitense (n. 1747)
- Johannes de Graeff, militare olandese (n. 1729)